# Apriona elsa
Apriona elsa är en skalbaggsart som beskrevs av Kriesche 1920. Apriona elsa ingår i släktet Apriona och familjen långhorningar. Inga underarter finns listade i Catalogue of Life.